# Adam Wilhelm Hauch
Adam Wilhelm Hauch (født 26. september 1755 i København, død 26. februar 1838 i København) var en dansk officer og hofmand, overhofmarskal, overkammerherre, overstaldmester, fysiker, samler og søn af generalløjtnant Andreas Hauch og Sophie født Styrup og bror til Frederik Hauch. Han grundlagde Hauchs Physiske Cabinet.

## Militær karriere
I overensstemmelse med den tids skik udnævntes han allerede 1760, fem år gammel, til fændrik ved Norske Livregiment Dragoner og forfremmedes 1765 til premierløjtnant ved samme regiment. Samtidig modtog han imidlertid sin opdragelse og første uddannelse i sine forældres hus under private læreres vejledning og tog 1770 eksamen artium ved Københavns Universitet. I det følgende år begav han sig til sit regiment, hvis stab lå i Itzehoe, for at gøre tjeneste derved og forblev der til 1775, da han blev forsat til Livgarden til Hest. Han blev kammerjunker 1776 og ritmester i Garden til Hest 1777. I året 1778 begav han sig til Tyskland for som volontør at følge med den preussiske armé under Den Bayerske Arvefølgekrig og foretog derefter en rejse i Tyskland og Frankrig, fra hvilken han 1779 vendte tilbage til Danmark. 1782 tillagdes der ham majors karakter, og samme år blev han kammerherre. 1783 blev han udnævnt til staldmester ved kongens hof og året efter til sekondmajor i Livgarden til Hest, men allerede 1786 erholdt han, ifølge ansøgning, afsked af militæretaten.
Han havde nemlig ved siden af sine embedspligter videnskabelige sysler, navnlig med fysik, og hvis der er nogen sandhed i, hvad der et enkelt sted berettes, at han nærede så megen interesse for videnskaberne, at han endog tænkte på at modtage ansættelse som professor ved universitetet i Göttingen, hvilken var ham tilbudt, tør muligt deri søges anledningen til hans udtrædelse af den militære løbebane.
Udnævnt til chef for Den Kongelige Stald-Etat kom han tilbage til Danmark fra en ny større udenlandsrejse 1789. Samme år blev han udnævnt til medlem af direktionen for Veterinærskolen og for Stutteriet, hvis ledelse han forestod lige til sin død, og hvorigennem han virkede meget for hesteavlens fremme, ligesom han blandt andet søgte ved foranstaltning af væddeløbskørsler i nærheden af Viborg at vække interesse for forbedring af trækdyrtyperne. Han, der allerede 1793 var blevet Hvid Ridder, blev 1794 kaldet til, som hofmarskal, at stilles i spidsen for hofbestyrelsen og i forening dermed til chef for Det Kongelige Teater og Kapel, hvorhos samtidig forretningerne som ordenssekretær blev ham overdragne. Om det end var en vinding for ham ved bestyrelsen af hoffets økonomiske anliggender, at den hele kongelige familie ikke længer boede under samme tag, men at de enkelte hoffer - Kongens, Kronprinsens, Enkedronningens og Arveprinsens med flere - efter Christiansborg Slots Brand i februar 1794 havde måttet tage ophold i forskellige bygninger i København, følgen heraf hvoraf blev blandt andet en sondring i deres økonomi, som i alt fald kun delvis havde fundet sted under de forudgående forhold, er der ingen tvivl om, at hans karakter og egenskaber havde, også i denne retning, ydet god virkning og bidraget til fremkaldelse af orden og nøjagtighed i mange forhold. Han var selv punktlig i alt, men forlangte også, uden at tage imod undskyldninger eller forklaringer, punktlighed af enhver; en prompt, nøjagtig og uvægerlig pligtopfyldelse banede langt lettere vej til hans gunst end de mest glimrende evner. Hans i al sin simple naturlighed fornemme væsen og den korte, afgørende og faste tone, hvori han gav instruktioner og befalinger, ytrede velvilje eller mishag, behagede vel ikke overalt, men ingen vovede let lige over for ham at tilsidesætte ærbødigheden. For resten tillod han sig aldrig med vidende mindste uret. At han igennem disse egenskaber og ved sin hele færd måtte stige i gunst hos sit høje herskab, fulgte af sig selv i betragtning af, at der deri var meget tilfælles med kronprinsregentens arbejdsomhed, udtryksmåde, medfødte sans for tarvelighed og pligtopfyldende tilbøjelighed.

## Overhofmarskal
Allerede 1798 udnævntes Hauch, lidt over 43 år gammel, til overhofmarskal, og kun modstræbende var der kort forinden blevet bevilget ham den af ham ansøgte afsked som chef for Det Kongelige Teater, hvilket embede han dog 1801, meget imod sit ønske, atter måtte overtage; men som en under ethvert forhold regenten tro, hengiven og strengt lydig tjener så han i anmodningen en befaling, hvilken det var hans skyldighed at efterkomme. Det lykkedes ham vel ikke at tilfredsstille til alle sider, og han lagde måske også for megen vægt på de økonomiske spørgsmål, hvilket endog gav digteren Christen Henriksen Pram anledning til at anvende følgende strofer på ham, nemlig at han
| Citat | var lige glad, naar kun Møllen gik rask, om det, den maled, var Mel eller Mask. | Citat |
|       |                                                                                 |       |

Men endskønt dette embede, ifølge hans egne udtalelser, havde været det byrdefuldeste af alle dem, han havde beklædt, holdt han dog trolig ud. Da forretningerne imidlertid efterhånden vare blevne ham aldeles utålelige, søgte og opnåede han sin afsked 1811. Han vedblev dog at være chef for kapellet lige indtil sin død og holdt i denne post så omhyggelig over sin stillings selvstændighed, at teaterdirektionen ofte havde store vanskeligheder ved sit samarbejde med ham. Overhovedet holdt han overmåde meget på sin embedsmyndighed og på sit eneherredømme inden for dette område.
Da krigen med England brød ud 1801, udnævntes Hauch til chef for det militært organiserede korps, hvori studenterne havde begæret at samles, og han valgtes til dette hverv, fordi han var "en Mand, der havde lige så megen Fordring på Regentens Tillid som på de akademiske Borgeres Agtelse"; og det samme gentog sig 1807. 1802 blev han chef for Kunstkammeret, og 1803 for Mønt- og Medaillesamlingen. 1809 blev han overstaldmester, 1812 Dannebrogsmand, 1814 ordensmarskal, ledsagede samme år kong Frederik VI til kongressen i Wien, udnævntes 1817 til Ridder af Elefanten, fik 1822 fra Københavns Universitet æresdiplom som doktor i filosofien, erholdt 1824 rang med gehejmestatsministre, blev overkammerherre 1828, chef for det kongelige Museum for Naturvidenskaberne og for Det Kongelige Bibliotek 1829, ordensvicekansler 1831 og valgtes samme år til præsident i det kongelige Videnskabernes Selskab, af hvilket han var blevet medlem 1791. Han havde også en fremtrædende stilling blandt de københavnske frimurere.
Efter et par måneders svagelighed døde han 26. februar 1838 i sin embedsbolig i Christian VII's Palæ på Amalienborg. Han var gift (22. december 1789) med Vibeke Magdalene Brockenhuus (27. februar 1764 i København - 8. juni 1830 sammesteds), datter af gehejmekonferensråd Henrik Adam Brockenhuus, men dette ægteskab var barnløst.

## Vurdering
Medens Hauch egentlig ikke udmærkede sig ved smag og skønhedssans, og respekt for det overleverede heller ikke synes særlig at have ligget for ham, havde han åbent øje for forbedringer og nyindretninger, navnlig når orden og økonomi kunne fremmes derigennem. Så vel de kongelige samlinger, for størstedelen af hvilke han havde den øverste direktion, som de kongelige haver skyldte ham en del i denne retning. Ganske vist kunde han ikke udrette dette alene, og dygtige mænd have også stået ham bi i hans bestræbelser; men dels vidste han at finde dem, dels have de søgt ham, og uden ham var målet muligt ikke blevet nået. Hertil kom endnu hans varme interesse for forskellige veldædighedsanstalter, hvis bestyrelser han var medlem af, til dels endog stod i spidsen for.
Med megen iver gik han op i Frimurerordenens filantropiske arbejder, og især interesserede han sig for blindesagen. Den fik især støtte fra Kædeordenen, som Hauch også var medlem af. Hauch tog 1829–30 initiativet til oprettelsen af "Bespisningsanstalten for trængende i Kjøbenhavn".
Men var hans forretninger - offentlige og private - end overmåde mange, vidste han dog fuldt ud at varetage dem og det tilmed hurtig og nøjagtig, hvilket muliggjordes navnlig igennem en overordentlig arbejdsomhed forenet med den punktligste orden og et klart blik, som vidste straks at opfatte sagens kerne, så at tiden ikke tabtes med biting. En sådan virksomhed udfordrede betydelige åndelige evner forenede med legemlig kraft, men disse gaver var også skænkede ham i en usædvanlig grad. En kraftig vilje og streng redelighed var grundtrækkene i hans karakter.
Han er begravet i Holmens Kirkes kapel.

## Gengivelser
- Portrætmaleri af Jens Juel (Nationalmuseet)
- Tegning af Carl Plötz muligvis forestillende Hauch (Det Nationalhistoriske Museum på Frederiksborg Slot)
- Tegning af G.L. Lahde 1797 (Det Nationalhistoriske Museum på Frederiksborg Slot)
- Afbildet på C.A. Lorentzens maleri af den engelske parlamentær 1801 (Det Nationalhistoriske Museum på Frederiksborg Slot)
- Afbildet på satirisk radering af Olaus Peter Gram 1813
- Miniature af Liepmann Fraenckel
- Relief af Albert Jacobson 1817 (Nationalmuseet); relief i agat af samme udstillet 1818
- Litografi efter tegning af Møller
- Maleri af Carl Wilhelm Wiehe ca. 1825
- Buste af F.C. Krohn udstillet 1830
- Portrætmaleri af C.A. Jensen 1833, litograferet af David Monies samme år, gentagelser 1834, 1838 (Det Nationalhistoriske Museum på Frederiksborg Slot) samt to udaterede (Videnskabernes Selskab; selskabet Kiæden). Maleri i Hauchs Physiske Cabinet tilskrevet C.A. Jensen
- Litograferet 1835 af Angelica Kaufmann, litograferet og stukket 1844; tegnet kopi af Frederik Zweidorff 1835 (Teatermuseet i Hofteatret), af samme malet kopi udstillet 1843
- Maleri (Frimurerlogen, København), litograferet 1872
- Medalje af Christen Christensen 1838